# Seong-su Kim
Seong-su Kim (11. listopada 1891. – 18. veljače 1955.), južnokorejski poduzetnik i južnokorejski nastavnik, političar, osnivač Donga Ilbo(동아일보;東亞日報). Bio je zamjenik predsjednika Južne Koreje, 2.(1951. – 1952.). Nadimak mu je bio Inchon.

## Vanjske poveznice
|  | Zajednički poslužitelj ima još gradiva o temi Kim Seong-su |

- Kim Seong-su memorijalni muzej (Korejski)
- Inchon Kim Seong-su  Arhivirana inačica izvorne stranice od 18. veljače 2013. (Wayback Machine) (Korejski)